# Providence (Frans-Guyana)
Providence is een dorp in de gemeente Apatou in Frans-Guyana, Frankrijk. Het dorp wordt bewoond door Paramacca marrons, en bevindt zich aan de Marowijne bij de monding van de Beïmankreek.

## Overzicht
De Paramaccaners zijn een marron-volk uit Suriname. In de jaren 1970 en met name tijdens de Binnenlandse Oorlog (1986-1992) heeft een gedeelte van het volk zich gevestigd aan de Franse zijde van de Marowijnerivier.
De kinderen van Providence en de naburige eilanden gingen vroeger naar school in Stoelmanseiland, Suriname, maar de school werd tijdens de Binnenlandse Oorlog (1986-1992) gesloten en werd niet heropend, hetgeen betekende dat ongeveer 300 kinderen aan beide kanten van de grens geen toegang hadden tot onderwijs. In 2012 werd er een school geopend in Providence.
In 1991 werd goud ontdekt in de Beïmankreek bij Providence. De concessie voor de Esperance goudmijn is toegekend aan Newmont Corporation, maar er zijn ook garimpeiro's (illegale goudzoekers) in het gebied actief. In 2017 heeft Providence toegang schoon drinkwater gekregen.
Providence is alleen te bereiken met de boot, en ligt 3 uur varen van de hoofdplaats Apatou.